# Pancarditis
Pancarditis hace referencia a la inflamación conjunta de todas las capas que conforman el corazón. Las causas pueden ser de origen viral o bacteriano, pero en general se asocia al reumatismo poliarticular agudo, puede provocar un aumento extraordinario del volumen cardíaco (cardiomegalia reumática de Duroziez, pancarditis maligna de Trousseau) y presentar evolución grave (asistolia febril/inflamatoria, reumatismo cardíaco evolutivo).